# Ліньяно-Сабб'ядоро
Ліньяно-Сабб'ядоро (італ. Lignano Sabbiadoro, вен. Lignano Sabiadoro) — муніципалітет в Італії, у регіоні Фріулі-Венеція-Джулія, провінція Удіне.
Ліньяно-Сабб'ядоро розташоване на відстані близько 430 км на північ від Рима, 55 км на захід від Трієста, 45 км на південь від Удіне.
Населення — 6883 особи (2014).

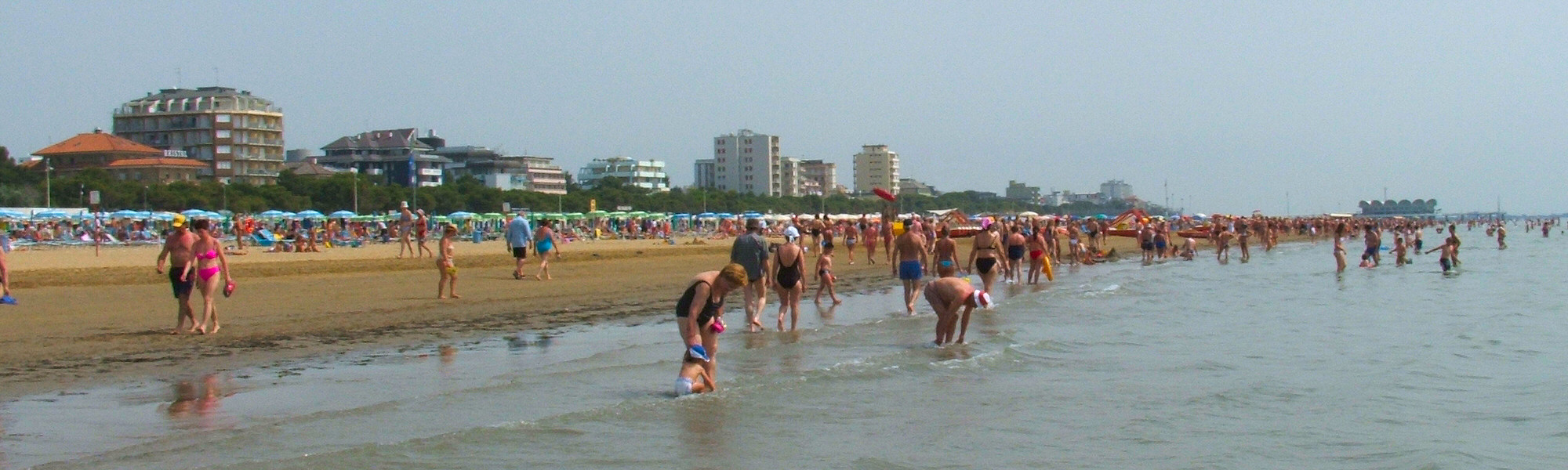

Щорічний фестиваль відбувається 31 січня. Покровитель — San Giovanni Bosco.

## Демографія
Населення за роками:

Станом на 1 січня 2023 року в муніципалітеті офіційно проживало 847 іноземців з 57 країн, серед них 321 громадянин країн Євросоюзу та 48 громадян України.

## Сусідні муніципалітети
- Латізана
- Марано-Лагунаре
- Сан-Мікеле-аль-Тальяменто